# Dichocarpum sarmentosum
Dichocarpum sarmentosum är en ranunkelväxtart som först beskrevs av Jisaburo Ohwi, och fick sitt nu gällande namn av G. Murata. Dichocarpum sarmentosum ingår i släktet Dichocarpum och familjen ranunkelväxter. Inga underarter finns listade i Catalogue of Life.